# 李道洪
李道洪（英語：Lee Tao-Hung，1952年11月—），香港男演員以及節目主持，1969年出道，1997年息影、是前無綫電視及亞洲電視男藝人，前妻為香港息影演員，女藝人趙希洛的母親梁小玲。淡出了娛樂圈後從事餐飲業管理生意，是安徽省政協委員和香港中華工商協會副主席。目前主力在中國內地發展事業。

## 背景

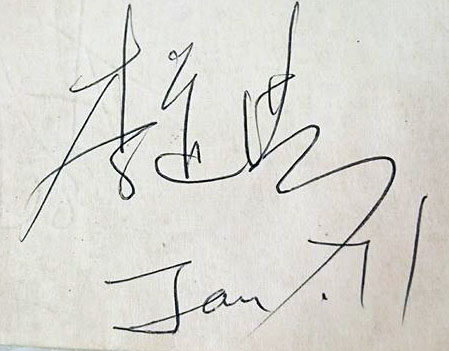
李道洪的簽名

李道洪出生於香港，祖籍是中國安徽合肥區，是清末重臣李鴻章六弟李昭慶的玄孫（即李昭慶一脈的第五代玄孫）。曾祖父是李昭慶二兒子李經榘，曾祖母是中國首任駐英公使郭嵩燾二女兒，著名作家張愛玲是他表姑姐。他在1962年畢業於界限街44號東方中學小學部，初中時期就讀慕光英文書院。1967年中學畢業後受取得了工程博士學位的父親影響下入讀珠海書院（即現今珠海學院）工學院大學預科先修班1年，為赴臺灣省立臺北工業專科學校修讀建築工程學（土木工程）兩年制文憑鋪路。他入讀大專一年級時，即1969年已加入娛樂圈。同時當編導和報讀第四期麗的映聲藝員訓練班，並於1970年畢業，同期同學有演員潘冰嫦。此外，李道洪曾與劉永到鄧鏡波學校教授自由搏擊。他曾是麗的電視的力捧小生。由訓練班出道之後獲台灣片商邀約到當地拍攝電影，惟留在當地兩個月後沒有回音，促使他打消不再回港發展的想法。他同一時期正經營一間毛衣製造進出口貿易公司。
至1975年10月，他身為之自由身演員的李道洪基於向麗的電視高層提出了改善不合理制度不果而被減少演出數目，同年，於是與狄波拉一同轉投至香港電視廣播有限公司（無綫電視）。此後主要擔任《歡樂今宵》及《聲寶之夜》的主持，亦曾參演多部電視劇。他在電視及電影圈中飾演配角為主。之後在一直為無綫電視服務至1980年代中期獲得鄧光榮鼓勵轉往臺灣發展，參演當地電視劇。電視劇《大明英烈 虎威》就是他和華視共同製作的作品。當年李在1979年至1981年間較少於幕前演出，主因是他忙於留台拍攝電影以完成片約，所以無綫一方需要召他回港拍劇。而其合約期也由1977年至1979年延至1982年才能完成。
1986年底，李道洪以部頭合約藝員身份又重返亞洲電視，與此同時代表台視跟亞視洽談製作《港台巨星大除夕賀歲特輯》。1988年便正式回流香港，因與林百欣的入主年代，周美鳳、洪羅拔等人一同主持話題尺度大膽的綜藝節目《活色生香》而受到關注。同年和朋友在尖沙咀幸福中心投資開設開酒廊生意、進入了1990年代後期，李道洪因亞洲電視劇集製作逐漸了減少。直到1996年後，而他在《我和春天有個約會》一劇中飾演白浪一角，使其在中國大陸的人氣急升，亦令其「白浪哥」的綽號從此深入人心。他在該段時期於新加坡經營三間製作公司。後來他於1997年才約滿離開亞洲電視，但隨著與亞洲電視的合約到期；同年完成拍畢的《國際刑警1997》，為其在亞洲電視的告别作；之後離開亞洲電視，結束在28年香港的演藝生涯，開始淡出影視圈，近年將工作重心轉移到內地區發展。受1998年亞洲金融危機所累，其資產大減，又結束自家影視製作公司的生意。李道洪及後前往上海經營港式「燒鵝粉」與日本料理餐廳。現時定居於中國大陸上海，並出任安徽省政協委員及香港中華工商協會副主席。偶爾亦會客串演出香港或中國內地電影及電視劇等等。

## 感情生活
李道洪於1974年與女藝人梁小玲結婚，1978年離婚。2人通過電視台工作而認識。於1980年代中期，李道洪曾與空姐出身的台灣女藝人鄧瑋婷短暫交往。現時已與一名中國內地女子結婚，育有兩名兒子。

## 其他資料
伍詠薇於1989年參加亞洲小姐競選時不認識李道洪。因翁江培是李道洪好友關係，翁江培負責安排伍詠薇參選。於是報稱她是李道洪公司的行政及會計文員。

## 演出作品
*以下列表只記錄李道洪演出過的劇集和電影作品，若有遺漏，請協助補充相關資料。

### 電視劇（麗的電視/亞洲電視）
| 首播   | 名稱               | 角色   | 備註 |
| 1974年 | 春閨怨             |        |      |
| 1974年 | 夕陽紅             |        |      |
| 1974年 | 情天長恨           |        |      |
| 1974年 | 恨綿綿             |        |      |
| 1974年 | 心鎖               |        |      |
| 1974年 | 名門淑女           |        |      |
| 1975年 | 聊齋之陸判         |        |      |
| 1975年 | 故園情深           |        |      |
| 1975年 | 苦雨戀春風         |        |      |
| 1975年 | 別後               |        |      |
| 1986年 | 胭脂淚             |        |      |
| 1988年 | 嘻嘻哈哈           |        |      |
| 1989年 | 上海風雲之爭雄歲月 | 霍家誠 |      |
| 1989年 | 兜亂兩仔爺         | 鄧耀揚 |      |
| 1994年 | 岳飛傳             | 秦檜   |      |
| 1994年 | 洪熙官             | 穆里布 |      |
| 1995年 | 包青天             | 宋仁宗 |      |
| 1995年 | 殭屍道長           | 告魯斯 |      |
| 1996年 | 我和春天有個約會   | 白浪   |      |
| 1996年 | 千王之王重出江湖   | 聶剛   |      |
| 1997年 | 萬事勝意           | 高先生 |      |
| 1997年 | 國際刑警1997       | 何永年 |      |

### 電視劇（無綫電視）
| 首播   | 名稱                         | 角色       | 備註 |
| 1975年 | 夜深沉                       |            |      |
| 1975年 | 乘風破浪                     | 司儀       |      |
| 1976年 | 民間傳奇之四傑傳之三笑       | 周文賓     |      |
| 1976年 | 民間傳奇之四傑傳之王老虎搶親 | 文賓       |      |
| 1976年 | 楊貴妃                       | 唐肅宗李亨 |      |
| 1976年 | 狂潮                         | 賀維鞍     |      |
| 1976年 | 近代豪俠傳之小鳳仙           | 龔永       |      |
| 1976年 | 近代豪俠傳之雙槍黃英         | 關振       |      |
| 1977年 | 男人女人                     |            |      |
| 1979年 | 網中人                       | 阮其昌     |      |
| 1981年 | 飛鷹                         | 韋經崙     |      |
| 1982年 | 癡情劫                       | 張世倫     |      |

### 電視劇（台灣）
- 1984年：大明英烈 虎威 飾 朱世豪（華視）
- 1985年：一代佳人 飾 趙亨利（華視）
- 1986年：新絕代雙驕 飾 江楓（台視）

### 電影
- 1974年：女魔
- 1974年：夜貓子
- 1974年：天天報喜
- 1974年：香港屋簷下 飾 正平
- 1974年：啼笑夫妻
- 1975年：撈女日記
- 1975年：醒目雙星香港淘金記
- 1975年：我在戀愛
- 1976年：你係得既
- 1976年：戀愛功夫
- 1976年：約會在早晨 飾 大衞
- 1976年：春風吹又生
- 1976年：女人呢樣野
- 1976年：投胎人
- 1977年：金尼姑
- 1977年：香港艾曼妞 飾 唐安良
- 1978年：火鳳凰
- 1978年：你追他也追
- 1978年：菩提門
- 1978年：鸚鵡傳奇
- 1978年：碧海情天 飾 狄飛
- 1979年：桃花戀
- 1979年：神捕
- 1979年：瘋女十八年
- 1979年：野貓八翻
- 1979年：懵仔傻妹妙偵探
- 1979年：無情荒地有情天
- 1979年：李鐵拐成仙
- 1980年：不夜城
- 1980年：佳期鬧翻天
- 1980年：鬼域
- 1980年：可憐花
- 1980年：夜夜磨刀的女人
- 1980年：蜜月怪手
- 1980年：心酸酸
- 1980年：我愛上小情人
- 1981年：傳奇人物
- 1981年：佻皮俏冤家
- 1981年：恐怖的情人
- 1982年：上海大亨
- 1983年：邪花劫
- 1986年：跳出火坑

### 電視節目
- 1970年：羣星會（主持；麗的電視）[33]
- 1974年：百花齊放（主持；麗的電視）[34][35]
- 1970年代：歡樂今宵（主持；無綫電視）
- 1976年：聲寶之夜（主持；無綫電視）[36]
- 1988年至1993年：活色生香（主持；亞洲電視）
- 2010年：世博華人大綜藝（演出；東方衛視）

### 舞台劇
- 2014年：亂視佳人（上海東方傳媒集團）

## 節目嘉賓
- 1989年：今夜不設防（亞洲電視）
- 2007年：電視風雲五十年（亞洲電視）
- 2012年：亞視百人（亞洲電視）
- 2014年：高志森微博（亞洲電視）
- 2015年：今日VIP（無綫電視）
- 2016年：Mirror拜託了，魔鏡！（上海廣播電視台）
- 2017年：大城小聚（新時代電視）
- 2017年：36.7℃明星聽診會（上海新娛樂傳媒）
- 2017年：陳辰全明星（上海廣播電視台）

## 歌曲
- 1976年：《三潭印月》（民間傳奇-四傑傳之三笑插曲）（收錄在「四傑傳之三笑」專輯）

## 外部連結
- 李道洪的新浪微博